# SN 2006tr
SN 2006tr – supernowa typu Ia odkryta 17 grudnia 2006 roku w galaktyce A022829-0753. Jej maksymalna jasność wynosiła 23,20m.